# Retrato de Elisa Casas
El Retrato de Elisa Casas es una pintura al óleo realizada por Ramón Casas en 1889. Actualmente pertenece a una colección privada.
La pintura Retrato de Elisa Casas es una obra que el artista dio a conocer en una exposición de la Sala Parés de Barcelona, en diciembre de 1889 y que un año después seleccionó para figurar en el Salón de París, donde había expuesto anteriormente dos telas tan destacadas como Autorretrato y Entrada a la plaza de toros de Madrid. Como es lógico, Casas participaba en las grandes exposiciones con sus mejores obras, por esta misma razón volvió a exponer esta obra en París en la Exposición Universal de 1900. El cuadro mereció elogios de los críticos de arte que valoraban los estudios del natural y reconocían que Casas había perfeccionado su estilo. No faltaron algunas voces discrepantes que criticaban la utilización de gamas de colores fríos, que consideraban más propias de los pintores nórdicos. Esta obra puede considerarse una de las mejores obras del primer período de su carrera y, en definitiva, del conjunto de su producción.
Un año después de pintar el retrato de cuerpo entero de su hermana mayor, Casas hizo, prácticamente con el mismo formato, este cuadro en el que representa a su hermana Elisa. A diferencia del otro, en el que la figura se recorta sobre un fondo negro, en este el pintor situó a su hermana en el patio trasero de la casa familiar de la calle Nou de Sant Francesc, de Barcelona, que sirvió también de escenario en obras posteriores. Aunque pintó a Elisa en diferentes ocasiones, destacan principalmente los tres magníficos retratos de dimensiones similares que corresponden a tres momentos de la vida de la retratada: la pintura del primer retrato, es cuando Elisa era aún soltera, la que pintó seis años después, ya casada y, finalmente, el que realizó en 1903, poco tiempo después de la muerte de su marido, en el que la retratada se presentaba vestida de luto riguroso.
De estas tres telas, la que se comenta es la única pintada al aire libre. Para realizar esta obra Casas pintó previamente unos estudios preparatorios: un óleo de pequeñas dimensiones (24 x 14,5 cm) en el que tanto la figura como los elementos del fondo aparecen muy esbozados y un dibujo al carbón mucho más elaborado. También pueden considerarse estudios para esta obra las pinturas realizadas en esta misma época en las que representa algunos rincones de la terraza de su casa, en los que aparecen los grandes maceteros que sirven de fondo a esta obra.